# Propietats dels materials (termodinàmica)
En termodinàmica, les propietats dels materials són paràmetres intensius específics d'un cert material. Cadascuna d'elles està directament relacionada amb un diferencial de segon ordre d'un potencial termodinàmic. Alguns exemples per un sistema simple d'un component són:
- Compressibilitat (o el seu invers, el mòdul de compressibilitat)

- Compressibilitat isotèrmica

{\displaystyle \beta _{T}=-{\frac {1}{V}}\left({\frac {\partial V}{\partial P}}\right)_{T}\quad =-{\frac {1}{V}}\,{\frac {\partial ^{2}G}{\partial P^{2}}}}
- Compressibilitat adiabàtica

{\displaystyle \beta _{S}=-{\frac {1}{V}}\left({\frac {\partial V}{\partial P}}\right)_{S}\quad =-{\frac {1}{V}}\,{\frac {\partial ^{2}H}{\partial P^{2}}}}
- Capacitat tèrmica específica (nota: la propietat extensiva anàloga és la capacitat tèrmica)

- Capacitat tèrmica a pressió constant

{\displaystyle c_{P}={\frac {T}{N}}\left({\frac {\partial S}{\partial T}}\right)_{P}\quad =-{\frac {T}{N}}\,{\frac {\partial ^{2}G}{\partial T^{2}}}}
- Capacitat tèrmica a volum constant

{\displaystyle c_{V}={\frac {T}{N}}\left({\frac {\partial S}{\partial T}}\right)_{V}\quad =-{\frac {T}{N}}\,{\frac {\partial ^{2}A}{\partial T^{2}}}}
- Coeficient de dilatació tèrmica

{\displaystyle \alpha ={\frac {1}{V}}\left({\frac {\partial V}{\partial T}}\right)_{P}\quad ={\frac {1}{V}}\,{\frac {\partial ^{2}G}{\partial P\partial T}}}
On P és pressió, V is volum, T és temperatura, S és entropia i N és el nombre de partícules.
Per un sistema d'un sol component tan sols es necessiten tres derivades segones per poder derivar la resta, per la qual cosa només es necessiten tres propietats del material per poder derivar la resta. Per un sistema d'un sol component, els tres paràmetres "estàndard" són la compressibilitat isotèrmica {\displaystyle \beta _{T}}, la capacitat tèrmica específica a pressió constant {\displaystyle c_{P}} i el coeficient de dilatació tèrmica {\displaystyle \alpha }.
Per exemple, es compleixen les següents equacions:
{\displaystyle c_{P}=c_{V}+{\frac {TV\alpha ^{2}}{N\beta _{T}}}}
{\displaystyle \beta _{T}=\beta _{S}+{\frac {TV\alpha ^{2}}{Nc_{P}}}}
Les tres propietats estàndard són, de fet, tres possibles derivades segones de l'energia lliure de Gibbs respecte a la temperatura i la pressió.